# American Symphony
American Symphony ist ein Dokumentarfilm von Matthew Heineman, der Ende August 2023 beim Telluride Film Festival seine Premiere feierte. In seiner Filmbiografie begleitet Heineman den Oscar- und Grammy-prämierten Komponisten Jon Batiste, während dieser sich auf seinen Auftritt in der Carnegie Hall vorbereitet.

## Inhalt

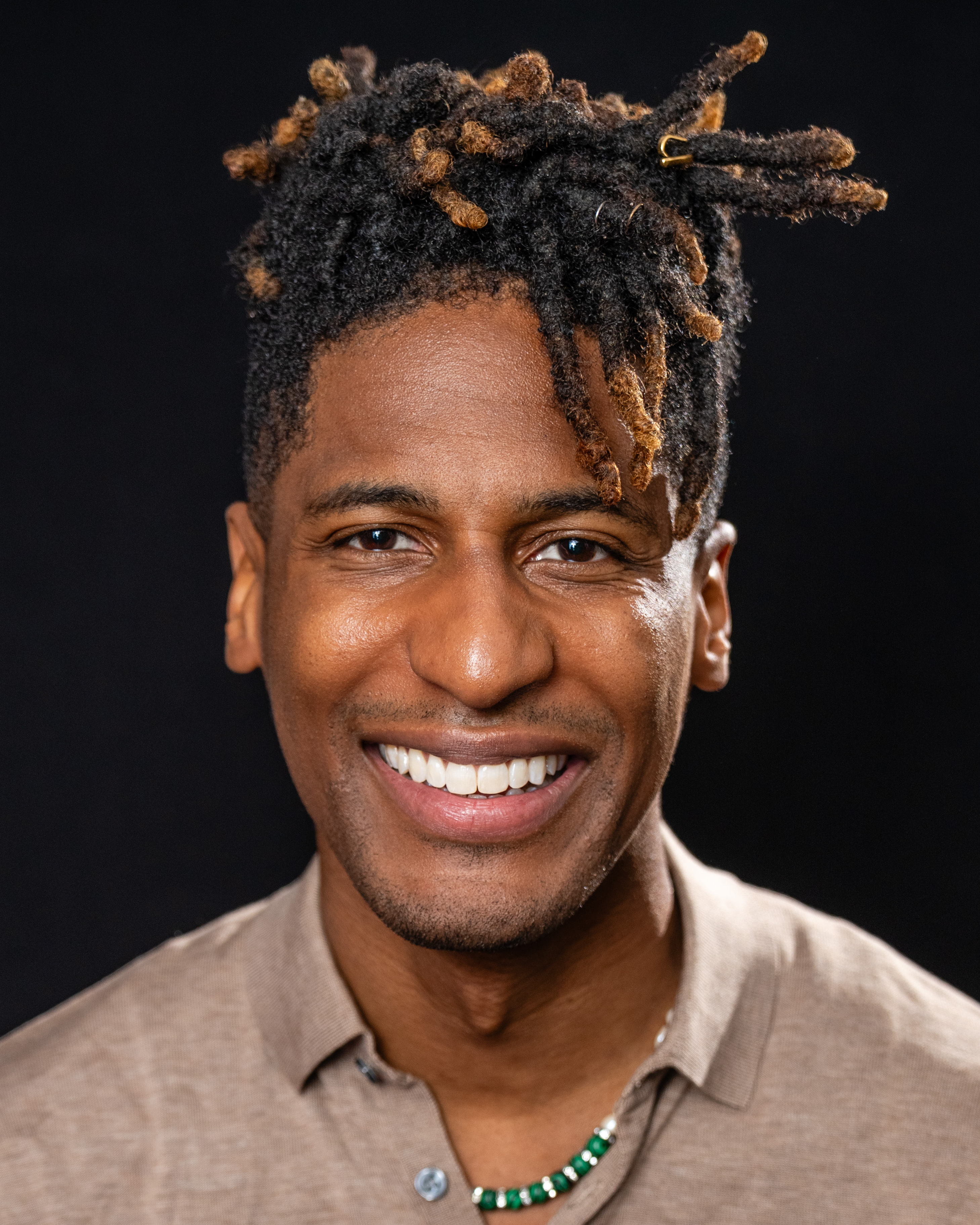
Matthew Heineman begleitete Jon Batiste (hier im Oktober 2023 beim Montclair Film Festival)

Der Film begleitet Jon Batiste nicht nur bei der Vorbereitung auf einen Auftritt in der Carnegie Hall und bei seiner Arbeit als Bandleader für The Late Show with Stephen Colbert, sondern gewährt auch intime Einblicke in sein Privatleben. Bei seiner Lebenspartnerin Suleika Jaouad ist der Krebs zurückgekehrt.

## Produktion
Regie führte Matthew Heineman. Sein Dokumentarfilm Cartel Land war 2015 für den Oscar nominiert, und auch seine Filme City of Ghosts von 2017, The First Wave von 2021 und Retrograde von 2022 gelangten in Shortlists.
Ende November 2023 veröffentlichten Verve Records und Interscope Records mit It Never Went Away den ersten Song aus dem Film als Download.
Die Premiere von American Symphony erfolgte am 31. August 2023 beim Telluride Film Festival. Im Oktober 2023 wurde der Film beim Montclair Film Festival gezeigt. Am 29. November 2023 erschien der Film beim Streamingdienst Netflix.

## Rezeption

### Kritiken
Von den bei Rotten Tomatoes aufgeführten Kritiken sind 94 Prozent positiv bei einer durchschnittlichen Bewertung mit 7,8 von 10 möglichen Punkten.

### Auszeichnungen
Im Rahmen der Oscarverleihung 2024 wurde American Symphony in eine Shortlist der Kategorie Bester Dokumentarfilm aufgenommen. Ebenfalls wurde das Lied It Never Went Away aus dem Film und Jon Batistes Musik in entsprechende Shortlists aufgenommen. It Never Went Away wurde letztlich auch in der Song-Kategorie nominiert. Am Abend der Verleihung soll Batiste It Never Went Away live performen.
Alliance of Women Film Journalists Awards 2024
- Auszeichnung als Bester Dokumentarfilm[8]

Black Film Critics Circle Awards 2023
- Auszeichnung als Bester Dokumentarfilm[9]

Black Reel Awards 2024
- Nominierung als Bester Dokumentarfilm
- Nominierung für die Beste Filmmusik
- Nominierung als Bester Song („It Never Went Away“, Jon Batiste)[10]

British Academy Film Awards 2024
- Nominierung als Bester Dokumentarfilm

Cinema Audio Society Awards 2024
- Nominierung für den Besten Tonschnitt in einem Dokumentarfilm[11]

Cinema Eye Honors Awards 2023
- Nominierung als Beste Produktion (Lauren Domino, Matthew Heineman und Joedan Okun)
- Nominierung für die Beste Musik (Jon Batiste)[12]

Critics Choice Documentary Awards 2023
- Nominierung als Bester Dokumentarfilm
- Nominierung für die Beste Regie (Matthew Heineman)
- Auszeichnung als Beste Music Documentary
- Auszeichnung für die Beste Musik (Jon Batiste)
- Nominierung für die Beste Kamera (Tony Hardmon, Matthew Heineman und Thorsten Thielow)
- Nominierung für den Besten Filmschnitt (Sammy Dane, Jim Hession, Matthew Heineman und Fernando Villegas)[13]

Eddie Awards 2024
- Nominierung für den Besten Schnitt in einem Dokumentarfilm (Sammy Dane, Matthew Heineman, Jim Hession & Fernando Villegas)[14]

Golden Reel Awards 2024
- Nominierung für den Besten Tonschnitt in einem Dokumentarfilm[15]

Grammy Awards 2025
- Auszeichnung als Bester Musikfilm
- Auszeichnung als Best Song Written For Motion Picture, Television Or Other Visual Media („It Never Went Away“, Jon Batiste)

Guild of Music Supervisors Awards 2024
- Nominierung  als Bester Filmsong („It Never Went Away“)[16]

NAACP Image Awards 2024
- Nominierung als Bester Dokumentarfilm[17]

Online Film Critics Society Awards 2024
- Nominierung als Bester Dokumentarfilm[18]

Oscarverleihung 2024
- Nominierung als Bester Filmsong („It Never Went Away“)

Producers Guild of America Awards 2023
- Auszeichnung als Bester Dokumentarfilm[19]

Satellite Awards 2023
- Nominierung als Bester Dokumentarfilm
- Nominierung für den Besten Ton
- Nominierung als Bester Song („It Never Went Away“, Jon Batiste und Dan Wilson)[20]

Society of Composers & Lyricists Awards 2024
- Nominierung für die Beste Musik – Independent-Film (Jon Batiste)[21]

Virginia Film Festival 2023
- Auszeichnung als Bester Dokumentarfilm mit dem Publikumspreis (Matthew Heineman)
- Auszeichnung mit dem Directorial Achievement Award (Matthew Heineman)[22]